# Коссович, Иосиф Васильевич
Иосиф Васильевич (Базильевич) Коссович (Jyzef Kossowicz) (8 сентября 1855 — 1928) — русский контр-адмирал, участник обороны Порт-Артура.

## Биография
- 16 сентября 1871 — Поступил в Морской корпус.
- 13 апреля 1875 — Гардемарин.
- 30 августа 1976 — Мичман.
- 11 сентября 1876 — 31 марта 1877 — Курс гимнастических занятий (гимнастика и фехтование).
- 8 апреля 1877 — ИО ревизора клипера «Жемчуг».
- 1 января 1881 — Лейтенант.
- 17 октября 1881 — Ревизор клипера «Крейсер».
- 5 октября 1883 — 24 октября 1885 — Офицерский артиллерийский класс.
- 14 октября 1885 — Командир 6-й роты крейсера «Азия».
- Зима 1885/1886 — Преподаватель в школе судовых содержателей.
- 1 декабря 1886 — Заведующий аппаратами гальванической стрельбы полуброненосного фрегата «Дмитрий Донской».
- 26 марта 1890 — Старший офицер монитора «Стрелец».
- 16 мая 1890 — Временно заведующий монитором «Стрелец».
- 1 января 1892 — Капитан 2-го ранга. Старший офицер клипера «Наездник».
- 23 октября 1893 — Председатель экипажного суда 7-го флотского экипажа.
- 19 августа 1894 — Командир транспорта «Артельщик»
- 27 ноября 1895 — Командир крейсера «Разбойник».
- 1 января 1896 — Артиллерийский офицер 2-го разряда.
- 31 августа 1896 — Слушатель Военно-морской академии (31.8.1896).
- 15 ноября 1899 — Командир броненосца береговой обороны «Стрелец».
- 13 марта 1900 — Заведующий миноносцами и их командами в составе 13-го флотского экипажа.
- 1 января 1901 — Капитан 1-го ранга.
- 21 мая 1901 — 3 февраля 1904 — Командир крейсера «Паллада».
- 22 октября 1901 — 18 мая 1902 — Командир 6-го флотского экипажа.
- 28 мая 1902 — Член комиссии по испытанию новых судов.
- Во время осады Порт-Артура состоял командиром Квантунского флотского экипажа, членом военно-морского и призового судов экипажа.
- 28 марта 1905 — 15 апреля 1906 — Командир 9-го флотского экипажа.
- 24 августа 1906 — Принял общее командование 6-м, 9-м и 15-м флотскими экипажами.
- 25 августа 1906 — Член призового суда в Либаве.
- 14-25 сентября 1906 — Временно исполняющий обязанности командира штаба порта имени Александра III. 30 апреля 1907 году произведен в чин контр-адмирала с увольнением в отставку.

## Отличия
- Орден Святого Станислава III степени (1.1.1889)
- Орден Святого Станислава III степени (1.1.1893)
- Орден Святого Станислава II степени (6.12.1895)
- Высочайшая благодарность за блестящее состояние крейсера «Разбойник» (2.10.1896)
- Орден Святого Владимира IV степени (17.12.1901)
- Орден Святой Анны II степени (14.4.1902)
- Монаршие благоволение по императорскому смотру судов (12.9.1902)
- Мечи к ордену Святой Анны II степени (10.6.1904) «за отличную распорядительность и мужество при отражении миной атаки 26.1 и бой 27.1.1904 года с японским флотом»
- Орден Святого Владимира III степени (12.12.1905) за отличие в делах против неприятеля под Порт-Артуром
- Медаль «За оборону Порт-Артура» (12.12.1905)

## Семейное положение
Супруга: Лебедева, Евгения Андреевна.